# 자코 파스토리우스

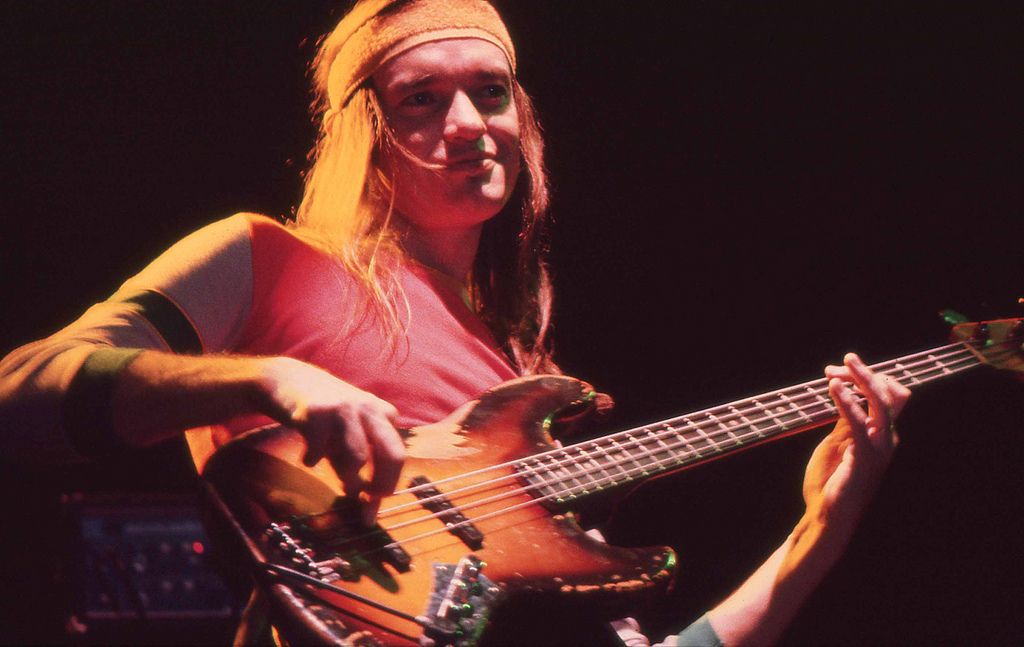
1980년의 자코 파스토리우스

존 프랜시스 앤서니 "자코" 파스토리우스 3세(영어: John Francis Anthony "Jaco" Pastorius III, 1951년 12월 1일~1987년 9월 21일)는 미국의 가수이자 베이시스트이다.